# Espansione TV
Espansione TV è un'emittente televisiva di Como, fondata da Maurizio Giunco e Felice Bernasconi nel gennaio del 1982.
L'attuale sede è in via Sant'Abbondio 4 a Como e il bacino di utenza comprende la Lombardia, una parte del Piemonte e la Svizzera italiana.

## Storia

### Gli albori
Espansione TV nacque a Como nel gennaio 1982, per iniziativa di Maurizio Giunco e di Felice Bernasconi, sul canale UHF 68. la rete all'inizio ripeteva i programmi di Telenova, quindi quelli di Telecity Lombardia. Nel 1983 l'emittente acquisì anche i canali UHF 46 e 66 e allargò il proprio bacino di utenza. Fra il 1984 e il 1985 Espansione TV, ormai autonoma, irradiò i suoi programmi anche su alcuni canali che giungevano fino a Milano. Il primo direttore del TG di Espansione TV fu Gianni De Simoni, con la cui direzione esordirono Luca Michelli, Roberta Bernasconi, Stefania Cioce e Franco Tagliaferri.
Dopo un primo periodo sperimentale, la rete iniziò dunque le proprie trasmissioni, con film, telefilm, sport (con le partite del Como) e informazione (con il telegiornale Etg).
Tramite nuove frequenze Espansione TV aumentò il proprio bacino di utenza, arrivando fino in provincia di Milano.

### L'acquisizione di Antennatre
Nel 1987 il gruppo editoriale di Espansione TV diventò proprietario di Antennatre, storico marchio del panorama locale e successivamente rilevò anche Teleradio Porlezza.

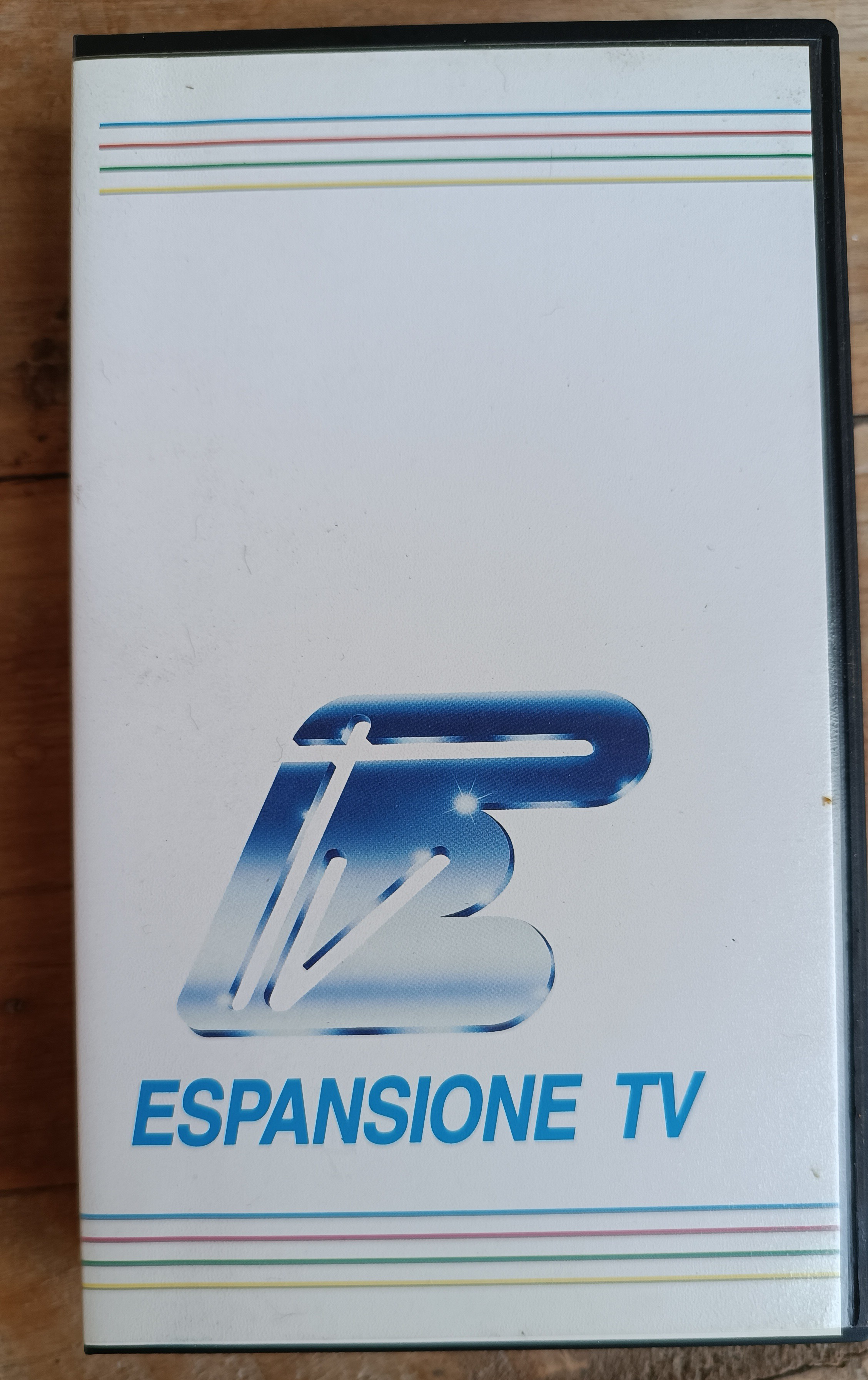
VHS della rete degli anni '90, con il logo storico del canale

Vennero attuate due operazioni: rafforzare l'emittente comasca e ridare lustro ad Antennatre. La redazione giornalistica, affidata alla direzione di Adolfo Caldarini, penna storica de La Notte e futuro direttore del Corriere di Como, diventò il punto forte, seguendo da vicino i grandi fatti di cronaca: nel 1987 la rete fu in prima linea per dare in diretta informazioni riguardo all'alluvione in Valtellina e nel 1996, con la visita sul Lario di papa Giovanni Paolo II, l'emittente comasca fornì, con la regia di Renzo Pesci, le immagini della cerimonia a diverse televisioni nazionali e internazionali.

### Anni recenti
Negli ultimi anni l'emittente è diventata a diffusione regionale grazie all'avvento del digitale terrestre. Ha co-prodotto e diffuso a livello nazionale programmi sportivi come Supersea e Hard trek. Il rotocalco Al 9000 e il programma Professione Donna sono stati sostituiti prima dal contenitore Zero Tre Uno, dedicato all'intrattenimento, e successivamente da Angoli, programma di attualità e costume condotto da Dolores Longhi. 
Un anno prima è avvenuto l'inserimento della programmazione all'interno del digitale terrestre di Telereporter, per poi passare nel 2013 a quello di Telelombardia.
L'informazione conta su approfondimenti settimanali e periodici.
All'inizio del 2007 il telegiornale di Espansione TV attirò attenzioni per numerosi servizi riguardanti la Strage di Erba.
Nel 2009 venne potenziato il sito web ufficiale, con l'introduzione di servizi di streaming e on-demand. 
Negli anni successivi, fino al 2021, sono state implementate le produzioni giornalistiche con l'introduzione del talk show Nessun Dorma, della striscia quotidiana di cronaca Presa Diretta, la trasmissione di calcio Il Barbiere, l'approfondimento sulle tematiche transfrontaliere tra Italia e Svizzera Border - Storie di Confine e la trasmissione Etg+ Today, in onda ogni mattina in diretta da un angolo diverso della Lombardia. 
Zonaverde si occupa invece di agricoltura, natura, cucina e turismo in Italia, mentre Note in Espansione e Superliscio sono dedicati rispettivamente a musica e ballo. 
Alle trasmissioni di informazione, approfondimento e intrattenimento si affiancano poi produzioni speciali, come la copertura degli eventi in diretta, e le messe.

### Nuove tecnologie: app, Hbbtv e on demand
Negli ultimi anni Espansione TV ha accelerato sul tema delle nuove tecnologie, che hanno consentito all'emittente di moltiplicare gli accessi e di condividerne i contenuti grazie alla Rete. In particolare viene realizzata un'applicazione e lo standard Hbbtv (per i televisori smart) consentono di rivedere on-demand tutte le produzioni. Sono inoltre presenti canali social, una newsletter e canali dedicati nei principali servizi di messaggistica.